# 伊賀拓郎
伊賀 拓郎（いが たくろう、1985年10月28日 - ）は、日本の作曲家、編曲家、ピアニスト。福島県原町市出身。

## 経歴
福島県原町市に生まれる。3歳よりピアノを始める。
2003年、国立音楽大学附属高等学校ピアノ科へ入学、後に作曲科に転科し、卒業。
2006年、国立音楽大学音楽文化デザイン科作曲専攻へ入学、その後中退。

## 主な楽曲

### アニメ
日付は放送開始月。

#### アニメ劇伴 - 作編曲
2015年
- 夕やけだん団（4月）
- 緋弾のアリアAA（10月）

2016年
- 魔法少女育成計画（10月）

2017年
- 風夏（1月）
- 月がきれい（4月）

2018年
- かくりよの宿飯（4月）

2019年
- 私に天使が舞い降りた！（1月）
- 歌舞伎町シャーロック（10月）

2020年
- 恋する小惑星（1月）

2021年
- SELECTION PROJECT（7月）

2022年
- スローループ（1月）
- 組長娘と世話係（7月）
- 私に天使が舞い降りた！プレシャス・フレンズ（10月/劇場公開）
- 農民関連のスキルばっか上げてたら何故か強くなった。（10月）

2023年
- 【推しの子】（4月）

2024年
- 愚かな天使は悪魔と踊る （1月） 
- 【推しの子】二期（7月）
- トリリオンゲーム（10月）

2025年
- ゲーセン少女と異文化交流（7月）
- カラオケ行こ!（7月）
- 夢中さ、きみに。（7月）
- かくりよの宿飯 弐（10月）

#### 劇伴 - ピアノ
- BEASTARS（2019年10月）

#### 主題歌 - 作編曲
2015年
- ARIA The AVVENIRE OP「ピアチェーレ」（12月）

2017年
- 風夏 第6話ED「雪花火」（1月）
- 月がきれい ED「月がきれい」（4月）

2019年
- 私に天使が舞い降りた！（1月）
  - OP「気ままな天使たち」
  - ED「ハッピー・ハッピー・フレンズ」

2020年
- 恋する小惑星（1月）
  - OP「歩いていこう!」
  - 第4話ED「あの星の向こうに」

2022年
- スローループ ED「シュワシュワ」（1月）

#### 主題歌 - ピアノ
2019年
- アサシンズプライド ED「異人たちの時間」（10月）
- 超人高校生たちは異世界でも余裕で生き抜くようです！ OP「はじめてのかくめい!」（10月）

2021年
- 弱キャラ友崎くん OP「人生イージー?」（1月）
- プラオレ！〜PRIDE OF ORANGE〜 OP「ファイオー・ファイト！」（10月）

### ドラマ劇伴 - 作編曲
- 六畳間のピアノマン（NHK総合、2021年2月）
- 君の足音に恋をした（NHK BSプレミアム、2022年3月）
- Maybe 恋が聴こえる（TBS、2023年10月）
- ツシマヤマネコの歌（NHK、2023年12月）※ラジオドラマ
- まどか26歳、研修医やってます!（TBS、2025年1月）

### ゲーム
- ファイナルファンタジーXI アドゥリンの魔境ED「Forever Today」（編曲、2002年5月）
- CONCEPTION 俺の子供を産んでくれ！ 挿入歌「I Love You」（編曲、2012年4月）
- グリムガーデンの少女 -witch in gleamgarden- OP「revelation」（編曲、2013年7月）
- NieR:Automata アレンジアルバム『NieR:Automata Arranged & Unreleased Tracks』（一部編曲、2017年12月）

### アーティスト
- 藤井フミヤ『Winter String』（一部編曲、2012年10月）
- 沼倉愛美『My LIVE』（一部編曲、2017年6月）
- 藤井フミヤ『フジイロック』（一部編曲、2019年7月）
- 葉加瀬太郎　ツアーサポート、編曲
- 高嶋ちさ子　ツアーサポート、各アルバム編曲
- 乃木坂46　ツアーサポート、編曲
- 生田絵梨花　ツアーサポート、編曲
- 矢沢永吉　ツアーサポート
- 東山奈央　ツアーサポート、編曲